# Käthe von Nagy
Käthe von Nagy (nasceu Ekaterina Nagy von Cziser; Subotica, Ojai, 4 de abril de 1904 – 20 de dezembro de 1973) foi uma atriz húngara, modelo, dançarina e cantora, que trabalhou no cinema alemão e francês.

## Filmografia selecionada
- Männer vor der Ehe (1927)
- Der Anwalt des Herzens (Wilhelm Thiele, 1927)
- Gustav Mond ... Du gehst so stille (1927) – Frieda Krause
- Das brennende Schiff/Le bateau de verre (1927) – Anni
- Die Sandgräfin (1927)
- Die Durchgängerin (Hanns Schwarz, 1927/28) – Ilsebill
- Die Königin seines Herzens (1927/28)
- Die Republik der Backfische (1928)
- La Bataille silencieuse (1937)
- Cargaison blanche (1937)
- Finale/Die unruhigen Mädchen (Geza von Bolvary, 1937/38)
- Nuits de princes (1938)
- Am seidenen Faden (Robert A. Stemmle, 1938) – Lissy Eickhoff
- Unsere kleine Frau/Mia moglie si diverte (Paul Verhoeven (I)
- Accord final (1938)
- Salonwagen E 417 (Paul Verhoeven (I), 1938/39) – Baroness Ursula
- Renate im Quartett (1939) – Renate Schmidt
- Mahlia la métisse 1943)
- Alarm in St. Juano/Cargaison clandestine (1948)
- Die Försterchristl (1952)